# 萨利赫·凯布扎博
萨利赫·凯布扎博（阿拉伯语：صالح كبزابو，1947年3月27日—）是一名乍得政治人物，全国民主与复兴联盟(UNDR)主席以及国民议会代表。2022年10月22日，总统穆罕默德·代比任命他为总理。

## 从政生涯
凯布扎博是乍得通讯社主任、乍得民主复兴运动(MDRT)成员, 以及在杂志社Jeune Afrique和Demain l'Afrique担任记者，其后又创办乍得第一个独立报社N'Djaména Hebdo。凯布扎博曾在杜阿拉和喀麦隆担任领事，但后来因为支持喀麦隆总统保罗·比亚的继任者阿赫馬杜·阿希喬而被比亚解职。
凯布扎博是政党全国民主与复兴联盟（1992年12月成立）的创始人之一。1993年4月，凯布扎博在国家最高权力会议上被总理菲代勒·蒙加爾政府任命为贸易与工业部部长，惟该届政府只存在了六个月后即告垮台。
蒙加尔政府垮台后，凯布扎博受到为叛逆者工作的指控，于1995年9月被捕并被扣留五天。8月30日，凯布扎博被捕前，他的住所被无证搜查。随后，反对党就其被捕一事进行抗议，凯布扎博被释放，并对负责这次拘捕的官员提起诉讼。
凯布扎博的支持者主要分布在凯比河，他曾参加1996年6月的总统选举，以8.61%的得票率排名第三，后于第二轮支持伊德里斯·代比。代比获胜后，于1996年8月任命凯布扎博为外交部部长凯布扎博一直担任该职务至1997年5月21日，被任命为公共事务、交通、住房和城市发展部部长。在1997年举行的第一轮议会选举中，凯布扎博作为全国民主与复兴联盟候选人被选入国民议会，但他仍继续留在政府，未有就任。
1998年1月1日，乍得进行内阁改组，凯布扎博就任矿业、能源和石油国务部部长，但其后于1998年5月11日与另外两名同党籍部长一起被解除政府职务。当被问及此事时，凯布扎博表示他的目标在政府之外仍可以实现。1999年12月，他被任命为纳古姆·亚马苏姆总理政府的农业国务部部长。
2001年4月1日，凯布扎博再次被提名为全国民主与复兴联盟的总统候选人，参加当年的选举。随后，他于4月8日被免去农业国务部长职务；其他全国民主与复兴联盟成员也被免去职务。在此之前，他一直被认为是总理之下第二顺位政府成员，据推测，凯布扎博此次竞选总统的选择，是出于与代比就总理职位的谈判失败的原因。凯布扎博后来表示，他参与政府是因为他相信这样做可以从体制内削弱代比，因此他相信全国民主与复兴联盟将会是代比的“长久对手”。
选举于2001年5月20日举行，凯布扎博以7%的得票率排名第三，5月下旬，他与其他五名反对派候选人两次被警方短暂拘留
在2002年4月的议会选举中，凯布扎博作为来自西达拉省（Mayo-Dallah）莱雷选区的开发计划署候选人当选国民议会议员，在议会任期内，他成为民主党议会团主席。
据凯布扎博称，2008年2月3日，在恩贾梅纳政府军与叛军的战斗中，有士兵来到凯布扎博的家中准备逮捕他，但当时他正在旅行，随后向他的兄弟开枪。2月26日，他和另一位反对党领袖瓦德勒·阿卜杜勒卡德尔·卡穆格 (Wadel Abdelkader Kamougué) 发表了一份联合声明，呼吁“立即召开包容各方的全国性对话”、释放三名被捕的反对党领导人、对逮捕事件展开国际调查以及立即停火。
虽然全国民主与复兴联盟是捍卫宪法政党协调会（CPDC）的成员，并且CPDC于2008年4月选择加入总理优素福·萨利赫·阿巴斯的政府，但凯布扎博拒绝在政府中任职。他表示更希望全国民主与复兴联盟的其他人进入政府，而他自己正在全神贯注地从事党内工作，并且自己已经开始为2009年议会选举做准备。
2017年6月，有反对派联盟成员认为国民议会在6月21日（议会任期延长两年后）之后继续举行会议的行为不合法，因此相关代表应该辞职。凯布扎博领导的反对党代表回应称，他们不会辞职，认为留在国民议会对他们更“有用”，不过，他们亦认为应尽快举行下一次选举，反对代比由于缺乏资金而必须推迟选举的观点，指出政府应尽一切努力按时举行选举。
2021年4月，乍得前总统伊德里斯·代比·伊特诺被叛军杀害，其主要反对者凯布扎博被任命为“包容性全国对话”组委会副主席，组委会旨在推动乍得总统和立法会选举。